# Шимкентський фосфорний завод
Шимкентський фосфорний завод — колишнє хімічне підприємство на півдні Казахстану.
Запуск Чимкентського виробничого об'єднання «Фосфор» почався в 1966 році. Технологічний процес передбачав отримання жовтого фосфору шляхом переробки у рудотермічних печах фосфоритів, які видобували неподалік на родовищах Каратауського фосфоритоносного району.
Частина жовтого фосфору далі використовувалась для продукування триполіфосфату натрію. У 1978-му також запустили виробництво синтетичних мийних засобів (відомо, що триполіфосфату натрію є традиційним компонентом цих засобів).
У 1979 році сталась аварія, унаслідок якої згоріла рудотермічна піч № 11 потужністю 72 МВт.
На піку розширення виробниче об'єднання мало близько 20 тисяч співробітників, з яких половина — залучена до основного виробництва.
У 1990-х роках на тлі краху планової економіки завод потрапив у скрутне становище та зупинився. Окремі його виробництва намагались реанімувати, проте ці зусилля не принесли позитивних результатів. При цьому лінія з випуску синтетичних мийних засобів наразі належить концерну «Казфосфат».